# Pařížské povstání (1358)

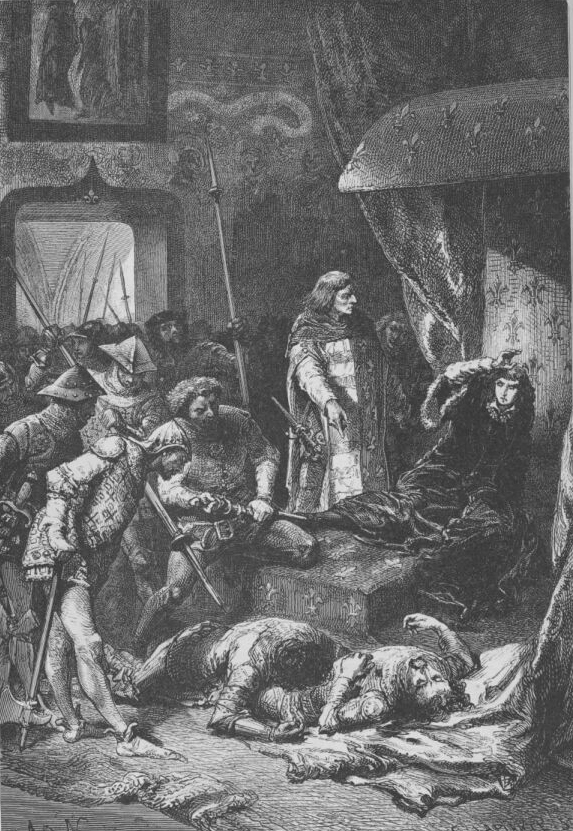
Vražda maršálů Pařížany v roce 1358. Étienne Marcel nutí dauphina Karla, aby si nasadil červenomodrou čapku povstalců (rytina 1862, Alphonse de Neuville)

Pařížské povstání (ve francouzských dějinách označené jako „journée du 22 février 1358“) bylo lidové povstání v Paříži, ke kterému došlo 22. února 1358. Povstání vedl Étienne Marcel, když s měšťany zaútočil na královský Palais de la Cité, kde sídlil dauphin Karel, budoucí francouzský král Karel V.

## Příčiny
V průběhu stoleté války byla královská dynastie Valois zdiskreditována vojenskými porážkami u Kresčaku a Poitiers. Král Jan II. byl zajat u Poitiers a jeho syn Karel vládl jako regent. Počátky jeho vlády byly obtížné: bylo mu pouhých 18 let, měl nízkou osobní prestiž (opustil bitevní pole v Poitiers na rozdíl od svého otce a svého bratra Filipa II. Smělého), měl málo politických zkušeností a musel se vypořádat s diskreditací rodu Valois.
V roce 1357 dauphin svolal generální stavy, aby schválily novou daň k zaplacení výkupného za krále. Ovšem laonský biskup Robert Le Coq (kolem kterého se shromáždili příznivci Karla Navarrského, který si nárokoval francouzskou korunu) a Étienne Marcel, zástupce třetího stavu  a prévôt des marchands podporovaný Burgunďany, prosadili 3. února 1357 nařízení, které umožňovalo řídit monarchii generálními stavy. Jan II. ze svého vězení však zakázal jeho použití.
Étienne Marcel, manipulovaný biskupem Robertem Le Coqem a Karlem II. Navarrským, shromáždil kolem sebe 3000 povstalců, aby toto nařízení vnutili dauphinovi násilím. Zpráva o tom, že Jan II. přijal první londýnskou smlouvu, na základě které měl král postoupit Anglii polovinu francouzského území, vyvolala pobouření, které chtěl Étienne Marcel využít.

## Průběh
Dav vedený Étiennem Marcelem vtrhl do Palais de la Cité. Cílem útoku nebylo zabít dauphina, ale zapůsobit na něj, aby byl pod větší kontrolou. Při ochraně korunního prince zahynuli Robert de Clermont, maršál Normandie, a Jean de Conflans, maršál Champagne. Étienne Marcel pak zamířil s povstalci na náměstí Place de Grève. Tam poděkoval davu za podporu při odstranění „zrádců království“. Poté, co se stal pánem Paříže, usiloval o získání venkova pro svou věc. Přinutil dauphina, aby schválil vraždu jeho poradců a opět potvrdil platnost nařízení z roku 1357, které Marcelovi umožnilo přístup k výkonné moci. Étienne Marcel byl členem poručenské rady, která nahradila královskou radu.

## Následky
Dauphin se uchýlil mimo Paříž. Étienne Marcel byl v červenci téhož roku zavražděn pařížskými měšťany, kterým se zdálo, že ve svém odporu vůči králi zašel příliš daleko a mohl by vydat město nepřátelským Angličanům.